# Ventenac-en-Minervois
Ventenac-en-Minervois – miejscowość i gmina we Francji, w regionie Oksytania, w departamencie Aude. Przez gminę przepływa rzeka Aude. 
Według danych na rok 1990 gminę zamieszkiwało 321 osób, a gęstość zaludnienia wynosiła 52 osoby/km² (wśród 1545 gmin Langwedocji-Roussillon Ventenac-en-Minervois plasuje się na 613. miejscu pod względem liczby ludności, natomiast pod względem powierzchni na miejscu 955.).

## Zabytki
Zabytki w miejscowości posiadające status monument historique:
- akwedukt Répudre (aqueduc du Répudre)